# Chiesa di San Martino Vescovo (Cortina sulla Strada del Vino)
La chiesa di San Martino Vescovo, o semplicemente chiesa di San Martino, è la parrocchiale di Cortina sulla Strada del Vino, in provincia di Bolzano e diocesi di Bolzano-Bressanone; fa parte del decanato di Caldaro-Termeno.

## Storia
La primitiva cappella di Cortina venne demolita nel XV secolo e sostituita da una nuova chiesa edificata nel 1462; la volta fu invece terminata nel 1474.
Nel 1539 la chiesa ottenne il privilegio del fronte battesimale e di poter conservare il Santissimo Sacramento, dal momento che la pieve di San Floriano di Laghetti non era più raggiungibile a causa dell'inondazione del fiume Adige.
Il campanile venne interessato da un intervento di ristrutturazione nel 1610, mentre nel 1899 la parrocchiale fu ampliata prolungando la navata di due campate.

## Descrizione

### Esterno
La facciata a capanna della chiesa è affiancata da due grandi contrafforti coronati da pinnacoli e presenta al centro il portale d'ingresso, sormontato da una lunetta a sesto acuto contenente un mosaico con soggetto San Martino Vescovo, realizzato nel 1996, e sopra il rosone e una finestrella trilobata.
Annesso alla parrocchiale è il campanile a base quadrata, la cui cella, nella quale sono alloggiate delle campane risalenti al 1449, presenta una monofora per lato.

### Interno
L'interno dell'edificio si compone di un'unica navata, coperta da volta a crociera; al termine dell'aula si sviluppa il presbiterio, voltato a ventaglio.
Qui sono conservate diverse opere di pregio, tra le quali le due chiavi di volta abbellite dalle raffigurazioni di San Martino Vescovo e della Beata Vergine Maria, e due tele dipinte nel XVII secolo.